# آن بريدج
آن بريدج (بالإنجليزية: Ann Bridge)‏ (11 سبتمبر 1889، هارتفوردشير في المملكة المتحدة - 9 مارس 1974، أكسفورد في المملكة المتحدة)؛ روائية بريطانية.